# House of the Dragon (1.ª temporada)
A primeira temporada de House of the Dragon, uma série de televisão de drama e fantasia norte-americana criada por Ryan Condal e George R. R. Martin, estreou no canal pago da HBO no dia 21 de agosto de 2022. House of the Dragon é uma prequela da premiada série de TV Game of Thrones, e foi desenvolvida por Condal e Miguel Sapochnik com base nos eventos ocorridos no livro de Martin, Fire & Blood (2018). A estreia da série atraiu quase 10 milhões de telespectadores através de plataformas onde conteúdos da HBO são disponibilizados e recebeu inúmeras críticas positivas.
A trama da primeira temporada de House of the Dragon circula principalmente em torno da Casa Targaryen, na época do reinado do rei Viserys I Targaryen. Viserys não tendo herdeiros homens escolhe sua filha, a princesa Rhaenyra, para sua sucessão, quebrando uma tradição em Westeros que se assemelha a lei sálica (o código legal da Idade Média no qual nenhuma mulher poderia ascender a um trono). Ao mudar a tradição milenar com boas intenções, Viserys I semeia a guerra civil que quase destruirá sua família. O elenco principal da temporada incluí Paddy Considine, Matt Smith, Emma D'Arcy, Olivia Cooke, Rhys Ifans, Steve Toussaint, Eve Best, Sonoya Mizuno, Fabien Frankel, Milly Alcock, Emily Carey, Graham McTavish e entre outros. Devido ao sucesso imediato, House of the Dragon ganhou um Globo de Ouro de melhor série dramática na premiação de 2023.
Críticos, fãs e folhetins fizeram comparações entre House of the Dragon e a série de fantasia The Lord of the Rings: The Rings of Power do Prime Video. Como House of the Dragon, The Rings of Power é uma série prequela ambientada milhares de anos antes dos eventos de O Hobbit e O Senhor dos Anéis. O gênero de fantasia semelhante, datas de lançamento próximas e extensa base de fãs foram citados em artigos comparando as duas séries. Comentaristas e fãs descreveram essas comparações como a "maior batalha da história da TV". No Brasil, a série foi transmitida na noite do domingo 21 de agosto pela HBO, assim como foi lançada simultaneamente no serviço de streaming HBO Max, igual nos EUA. Em Portugal, a série teve lançamento exclusivo apenas no HBO Max no dia 22 de agosto.

## Elenco

### Principal
- Paddy Considine como Viserys I Targaryen
- Matt Smith como Daemon Targaryen
- Emma D'Arcy como Rhaenyra Targaryen
  - Milly Alcock como a versão jovem de Rhaenyra Targaryen
- Olivia Cooke como Alicent Hightower
  - Emily Carey como a versão jovem de Alicent Hightower
- Rhys Ifans como Otto Hightower
- Steve Toussaint como Corlys Velaryon
- Eve Best como Rhaenys Taragryen
- Sonoya Mizuno como Mysaria
- Fabien Frankel como Criston Cole
- Graham McTavish como  Harrold Westerling
- Matthew Needham como  Larys Strong
- Jefferson Hall como gêmeos idênticos:  Tyland Lannister e Jason Lannister (recorrente)
- Harry Collett como Jacaerys "Jace" Velaryon
  - Leo Hart como a versão criança de Jaecerys Velaryon (recorrente)
- Tom Glynn-Carney como Aegon II Targaryen
  - Tyler Tennant como a versão adolescente de Aegon Targaryen (recorrente)
- Ewan Mitchell como Aemond Targaryen
  - Leo Ashton como a versão criança de Aemond Targaryen (recorrente)
- Phia Saban como Helaena Targaryen
  - Evie Allen como a versão criança de Helaena Targarye (recorrente)
- Bethany Antonia como  Baela Targaryen
  - Shani Smethurst como a versão criança de Baela Targaryen (recorrente)
- Phoebe Campbell como  Rhaena Targaryen
  - Eva Ossei-Gerning como a versão criança de Baela Targaryen (recorrente)

### Recorrente
- Gavin Spokes como Lyonel Strong
- Bill Paterson como Lyman Beesbury
- Nanna Blondell como Laena Velaryon
  - Savannah Steyn como Laena Velaryon em versão adolescente
  - Nova Fueillis-Mosé como Laena Velaryon em versão criança
- John MacMiller como Laenor Velaryon
  - Theo Nate como Laenor Velaryon em versão adolescente
  - Matthew Carver como Laenor Velaryon em versão criança
- Ryan Corr como Harwin Strong
- Elliot Grihault como Lucerys “Luke” Velaryon
  - Harvey Sadler como Lucerys Velaryon em versão criança
- Luke Tittensor como Arryk Cargyll
- Elliot Tittensor como Erryk Cargyll
- Paul Kennedy como Jasper Wylde
- David Horovitch como Mellos
- Kurt Egyiawan como Orwyle

### Convidados
- Sian Brooke como Aemma Arryn
- Michael Carter como Jaehaerys I Targaryen
- Garry Cooper como Ryam Redwyne
- Julian Lewis Jones como Boremund Baratheon
- Daniel Scott-Smith como Craghas Drahar
- Solly McLeod como Joffrey Lonmouth
- Rachel Redford como Rhea Royce
- Owen Oakeshott como Gerold Royce
- Arty Froushan como Qarl Correy
- Dean Nolan como Reggio Haratis
- Maddie Evans como Dyana
- Roger Evans como Borros Baratheon
- Nicholas Jones como Bartimos Celtigar

## Episódios
| N.º na série | N.º na temp. | Título                                                                    | Dirigido por     | Escrito por                | Exibição original      | Audiência (milhões) |
| --- | ------------ | ------------------------------------------------------------------------- | ---------------- | -------------------------- | ---------------------- | ------------------- |
| 1 | 1            | "The Heirs of the Dragon" "Os Herdeiros do Dragão" (BR/PT)                | Miguel Sapochnik | Ryan Condal                | 21 de agosto de 2022   | 2.17                |
| Durante o reinado do velho rei Jaehaerys Targaryen, tragédias fatais tiraram as vidas de seus dois filhos mais velhos, os príncipes Aemon e Baelon, deixando a sucessão indecisa. Um Grande Conselho é convocado para os senhores de Westeros escolherem um futuro governante. Dois dos netos de Jaehaerys são candidatos: A princesa Rhaenys Targaryen, esposa do rico lorde Corlys Velaryon, e o príncipe Viserys Targaryen, primo mais novo de Rhaenys e marido da senhora Aemma Arryn. Pela lei Westerosi, um descendente masculino tem precedência sobre uma descendente feminina apesar de sua ordem de nascimento, o que fez Viserys ganhar a eleição. Nove anos depois, o rei Viserys I reina sob a ameaça da Triarquia, uma aliança feita pelas cidades livres de Essos, para obter a região dos Degraus. Viserys também tem que lidar com a brutalidade de seu irmão mais novo, o príncipe Daemon Targaryen, contra os criminosos em King's Landing. Demon usa violência extrema ao exercer seu cargo de comandante da Patrulha da Cidade. Durante um torneio para celebrar o nascimento iminente do príncipe, sir Criston Cole derrota Daemon. A rainha Aemma morre durante o parto, junto com seu filho recém-nascido e herdeiro de Viserys. A Mão do Rei, sor Otto Hightower, propõe que a única filha viva de Viserys, a jovem princesa Rhaenyra, seja nomeada herdeira do Trono de Ferro ao invés de Daemon. Depois de uma discussão acalorada com Daemon, Viserys nomeia oficialmente Rhaenyra como a Princesa de Dragonstone e sua herdeira. Ela também recebe o juramento de lealdade de vários senhores dos Sete Reinos.                                                                                              |              |                                                                           |                  |                            |                        |                     |
| 2 | 2            | "The Rogue Prince" "O Príncipe Canalha" (BR) "O Príncipe Rebelde" (PT)    | Greg Yaitanes    | Ryan Condal                | 28 de agosto de 2022   | 2.26                |
| Seis meses após a princesa Rhaenyra ser nomeada herdeira, o príncipe Daemon permanece em Dragonstone, enquanto os piratas liderados por Craghas Dahar, o "Engorda Caranguejo", ameaçam Stepstones a mando da Triarquia. Enquanto isso, o Pequeno Conselho trabalha para encontrar um par adequado para o novo casamento do rei Viserys, a fim de propagar sua linhagem real, colocando o status de Rhaenyra como herdeira em questão caso ele se case novamente. Enquanto Alicent Hightower continua a confortar o rei Viserys por insistência de seu pai, lorde Corlys Velaryon propõe que sua própria filha Laena se case com o rei. Daemon rouba um ovo de dragão para incitar Viserys a vir para Dragonstone, mas o Mão do Rei Otto Hightower se oferece como voluntário. Quando há uma ameaça de derramamento de sangue, Rhaenyra aparece em Dragonstone em Syrax para recuperar o ovo. Sua desobediência irrita o rei, e pai e filha têm uma conversa franca sobre a rainha Aemma e a questão de seu novo casamento. Mais tarde, Viserys anuncia que pretende se casar com Alicent, irritando Rhaenyra e Corlys; Corlys, por sua vez, se aproxima de Daemon para formar uma aliança. |              |                                                                           |                  |                            |                        |                     |
| 3 | 3            | "Second of His Name" "O Segundo de Seu Nome" (BR/PT)                      | Greg Yaitanes    | Gabe Fonseca & Ryan Condal | 4 de setembro de 2022  | 1.75                |
| Por três anos, os conflitos na região de Stepstones, ao sul do reino, aumentaram. Lorde Corlys e o príncipe Daemon lutam contra Craghas Drahar e seus piratas sem o apoio da Coroa, que permanece neutra em relação à situação. Enquanto isso, o rei Viserys planeja uma grande caçada para comemorar o segundo aniversário de seu filho Aegon, fruto de seu casamento com a rainha Alicent, que está grávida novamente. Rhaenyra se ressente da atenção que seu pai continuamente dá a seu meio-irmão Aegon. O relacionamento deles fica ainda mais tenso pela insistência do rei doente de que Rhaenyra, de 17 anos, deve se casar para formar uma forte aliança e proteger sua linhagem. Entre os pretendentes mais interessados está o lorde Jason Lannister de Casterly Rock, alguém que Rhaenyra não se interessa. Até o irmão de dois anos de Rhaenyra é proposto como par. Lorde Strong recomenda sir Laenor Velaryon, filho de lorde Corlys, acreditando que isso consertará a brecha entre as duas casas. Superando suas dúvidas anteriores, Viserys garante a Rhaenyra que ela continuará sendo sua herdeira e poderá escolher seu consorte. Enquanto isso, os irmãos Hobert e Otto Hightower planejam secretamente fazer do príncipe Aegon o sucessor, aumentando o poder e o prestígio de sua família. Depois que sir Vaemond Velaryon implora pela ajuda do rei, Viserys cede e envia ajuda para Stepstones. Prevendo que de certa forma Viserys o ofuscaria na futura vitória devido o envio de tropas, Daemon se usa como isca para emboscar e matar o Engorda Carangueijo na batalha que se seguiu. Ele foi auxiliado pelas tropas Velaryon e principalmente por sir Laenor Velaryon nas costas de seu dragão Seasmoke. |              |                                                                           |                  |                            |                        |                     |
| 4 | 4            | "King of the Narrow Sea" "O Rei do Mar Estreito" (BR/PT)                  | Clare Kilner     | Ira Parker                 | 11 de setembro de 2022 | 1.81                |
| Seguindo o conselho de seu pai, a princesa Rhaenyra decidiu arranjar um noivo. Acompanhada por sir Criston Cole, a princesa vai a Storm's End para conhecer muitos lordes na presença do lorde Boremund Baratheon. A princesa rejeita todos os pretendentes e retorna a King's Landing assim que seu tio Daemon chega de Stepstones em seu dragão Caraxes. Daemon diz que foi nomeado o "Rei do Mar Estreito" e se ajoelha diante do rei Viserys I para jurar-lhe lealdade, entregando também sua coroa. Após a reconciliação entre os irmãos, Viserys organiza um banquete para comemorar o retorno de Daemon, e a rainha Alicent expressa sua solidão na corte, fazendo Rhaenyra dizer que sente falta da amizade delas. À noite, Rhaenyra se disfarça de garoto para fugir da Fortaleza Vermelha com Daemon. Os dois passam a noite nas ruas de King's Landing, onde eles bebem, assistem a uma peça de teatro, visitam bordéis e quase fazem sexo, porém Daemon desiste. De volta ao castelo, a princesa excitada seduz sir Criston Cole, e os dois dormem juntos. Na manhã seguinte, um espião de sir Otto o informa do que aconteceu na noite passada e Otto comunica o rei, que repreende Daemon por ter levado a princesa a tal depravação. Daemon pede a mão da princesa em casamento, e sabendo que ele quer o casamento para se tornar rei consorte, Viserys exila seu irmão de volta ao Vale. Para evitar o escândalo, Viserys ordena que Rhaenyra se case com sir Laenor Velaryon. O rei também descarta sir Otto do cargo de Mão, percebendo que Otto sempre o manipulou para seu próprio ganho pessoal. Viserys envia o grande meistre Mellos para dar chá abortivo a Rhaenyra caso ela esteja grávida.                   |              |                                                                           |                  |                            |                        |                     |
| 5 | 5            | "We Light the Way" "Iluminamos o Caminho" (BR/PT)                         | Clare Kilner     | Charmaine DeGraté          | 18 de setembro de 2022 | 1.83                |
| Daemon regressa para Runestone no Vale, e sem testemunhas, ele mata sua esposa Rhae Royce, após ela cair do cavalo enquanto caçava. Viserys, Rhaenyra, Criston Cole e a nova Mão do Rei, Lyonel Strong, viajam para Driftmark a fim de informar ao lorde Corlys Velaryon sobre o futuro casamento real. Viserys assegura para Corlys e sua prima Rhaenys de que os descendentes de Laenor continuarão com seus sobrenomes Velaryon, mas apenas aquele que herdará o Trono de Ferro deverá ser chamado de Targaryen. Rhaenyra, sabendo sobre a homossexualidade de Laenor, faz um acordo com ele para que ambos possam se relacionar com quem desejarem após o casamento. Sir Criston tenta convencer Rhaenyra a fugir com ele para Essos, e viverem como plebeus, mas a princesa nega o plano do guarda para não arriscar sua posição de herdeira. A rainha Alicent acaba descobrindo que Rhaenyra e sir Criston fizeram sexo e se sente traída pela princesa uma vez que ela lhe garantiu ainda ser virgem. Durante o baile de casamento, o amante de sor Laenor, Joffrey Lonmouth, ameaça sor Criston em contar para todos sobre o envolvimento dele com a princesa, caso sor Criston ouse em revelar a orientação sexual de Laenor. Sir Criston acaba matando Joffrey durante a festividade para o horror de Laenor e dos demais convidados. No fim da noite, Rhaenyra e Laenor se casam na sala do trono enquanto o rei Viserys cai desmaiado. A rainha Alicent também impede que sir Criston se mate no bosque sagrado da Fortaleza Vermelha. |              |                                                                           |                  |                            |                        |                     |
| 6 | 6            | "The Princess and the Queen" "A Princesa e a Rainha" (BR/PT)              | Miguel Sapochnik | Sara Hess                  | 25 de setembro de 2022 | 1.86                |
| Dez anos depois, Rhaenyra dá à luz seu terceiro filho na Fortaleza Vermelha e sir Laenor o nomeia Joffrey. A rainha Alicent percebe que Joffrey não tem cabelos prateados e tenta convencer o rei Viserys de que os filhos de Rhaenyra são bastardos sem direito ao Trono de Ferro. Aegon, Jacaerys e Lucerys fazem uma brincadeira com Aemond, o filho mais novo de Alicent. A rainha Alicent está furiosa com Aegon e tenta convencê-lo a estar pronto para lutar pelo trono quando Rhaenyra se tornar rainha. O príncipe Daemon e Laena estão em Essos com suas filhas Baela e Rhaena, onde o príncipe de Pentos lhes oferece um senhorio em troca de uma aliança contra a Triarquia. Laena é incapaz de dar à luz e ordena que seu dragão Vhagar a queime para livrar-lhe de seu sofrimento. Rhaenyra tenta fazer as pazes com Alicent através de um casamento entre Jacaerys e Helaena, filha de Alicent, mas sem sucesso. Lyonel Strong tenta renunciar à sua posição como Mão do Rei devido a rumores em torno de seu filho Harwin. O rei Viserys nega seu pedido, mas permite que ele volte com Harwin para Harrenhal. Antes de partir, sir Harwin se despede de Rhaenyra e seus filhos, insinuando fortemente que ele é de fato o pai deles. Sir Harwin e Lyonel são mortos em um incêndio orquestrado por Larys Strong, que o relata à rainha Alicent. |              |                                                                           |                  |                            |                        |                     |
| 7 | 7            | "Driftmark" "Driftmark" (BR) "Derivamarca" (PT)                           | Miguel Sapochnik | Kevin Lau                  | 2 de outubro de 2022   | 1.88                |
| O rei Viserys e toda a sua corte viajam até Driftmark para o funeral de Leana Velaryon. Em particular, Rhaenyra diz a seu tio Daemon que ela tentou cumprir seu dever com Leanor, mas sem sucesso, levando-a a se relacionar com sir Harwin Strong. Os dois então fazem sexo na praia. O príncipe Aemond consegue domar o dragão de Laena, Vhagar, e isso não agrada Rhaena e Baela, assim como Lucerys e Jacaerys. Aemond tem seu olho esquerdo arrancado por Lucerys depois que ele chama Jacaerys de "Lorde Strong". Uma grande tensão é formada entre a rainha Alicent e a princesa Rhaenyra após o evento, onde Alicent exige que Lucerys tenha um olho arrancado também. A rainha Alicent se descontrola e tenta esfaquear o menino, sendo parada por Rhaenyra. O rei Viserys se exalta e decreta que quem duvidar novamente da paternidade dos filhos de Rhaenyra terá a língua cortada. Reintegrado como Mão do Rei, Otto Hightower diz em particular a Alicent que em breve eles prevalecerão. Quando Viserys e sua corte estão partindo para King's Landing, a princesa Rhaenyra e o príncipe Daemon decidem se unir contra a rainha Alicent e seus apoiadores. Eles fazem um plano de assassinato falso para sir Laenor a fim de se casarem e garantir uma linhagem Targaryen pura. Sir Laenor foge de Driftmark com seu amante sir Qarl Correy, enquanto a princesa Rhaenys e o lorde Corlys encontram o corpo de um homem desconhecido na lareira de High Tide, presumindo que seja de sir Laenor. |              |                                                                           |                  |                            |                        |                     |
| 8 | 8            | "The Lord of the Tides" "O Rei das Marés" (BR) "O Protetor do Reino" (PT) | Geeta V. Patel   | Eileen Shim                | 9 de outubro de 2022   | 1.73                |
| Seis anos depois, o lorde Corlys fica gravemente ferido nas batalhas em Stepstones e fica em estado crítico. A sucessão do trono de Driftmark é questionada então pelo sir Vaemond, que está preocupado com a continuidade legítima de sua linhagem, algo que pode ser perdido se o príncipe Lucerys Velaryon se tornar o novo "Senhor das Marés". Vaemond expressa para a princesa Rhaenys o seu desejo de herdar o Trono de Madeira de Driftmark, agarrando-se as alegações de ilegitimidade de Lucerys. Ele decide levar o assunto perante a Coroa. Rhaenyra, grávida novamente, ao saber dos planos de Vaemond decide ir para a capital com Daemon e sua família, buscar apoio do rei Viserys. Em King's Landing, Alicent e Otto Hightower governam o reino enquanto o rei Viserys I se encontra com a saúde debilitada. Rhaenyra e Daemon apresentam seus dois filhos, Aegon e Viserys, para o rei que está sofrendo de severas dores musculares. A princesa Rhaenyra tenta garantir aliança com Rhaenys ao prometer casar seus filhos Jace e Luke com Baela e Rhaena. Uma audiência é feita na sala do trono onde Vaemond, Rhaenyra e Rhaenys fazem suas reivindicações. Sir Vaemond desrespeita a soberania de Viserys I e acaba sendo morto pelo príncipe Daemon por chamar os meninos Velaryon de bastardos. Após um jantar com toda sua família, o rei Viserys I falece sozinho na cama ao ter delírios, depois de uma visita de Alicent. |              |                                                                           |                  |                            |                        |                     |
| 9 | 9            | "The Green Council" "O Conselho Verde" (BR/PT)                            | Clare Kilner     | Sara Hess                  | 16 de outubro de 2022  | 1.56                |
| Ao saber da morte do rei Viserys I, a rainha Alicent e seu pai Otto mandam prender todos os serviçais que sabiam do ocorrido e reúne às pressas o Pequeno Conselho. Alicent deseja por seu filho Aegon no trono, alegando que o rei também queria isso em seu leito de morte. Sir Otto expressa seu desejo de eliminar Rhaenyra e seus filhos para manter a sucessão de Aegon segura, mas Alicent é contra isso. Lorde Lyman Beesbury acusa a rainha e seu pai de traição e é morto por sir Criston Cole. Sir Harrold Westerling renuncia sua posição de Senhor Comandante da Guarda Real após negar envolvimento no golpe. Lordes da corte são presos ou executados por não apoiarem Aegon. O príncipe Aegon não é encontrado na Fortaleza Vermelha, e sir Otto pede para que sir Arryk Cargyll o encontre. Arryk e seu irmão gêmeo Erryk buscam Aegon pela capital, assim como também sir Criston e o príncipe Aemond, em nome da rainha. Alicent tenta buscar o apoio da princesa Rhaenys que se encontra presa em seus aposentos, mas a princesa não lhe dá uma resposta de imediato. Quando Aegon é encontrado, ele admite não querer a Coroa alegando que seu pai não queria isso para ele, mas é forçado a usurpar o trono por sua mãe Alicent, que também o convence a poupar a vida de Rhaenyra e seus filhos. No Fosso dos Dragões e diante da população de King's Landing, Aegon é coroado como rei Aegon II por sir Criston, agora comandante da guarda real. A cerimônia é interrompida pela princesa Rhaenys que foge da capital com seu dragão Meleys. |              |                                                                           |                  |                            |                        |                     |
| 10 | 10           | "The Black Queen" "A Rainha Preta" (BR) "A Rainha Negra" (PT)             | Greg Yaitanes    | Ryan Condal                | 23 de outubro de 2022  | 1.85                |
| Chegando em Dragonstone, a princesa Rhaenys informa a princesa Rhaenyra da morte do rei Viserys e da coroação de Aegon II. Chocada, Rhaenyra entra em trabalho de parto prematuro e dá à luz um natimorto, enquanto o príncipe Daemon acredita que Viserys foi assassinado e se prepara para a guerra. Sir Erryk dá a Rhaenyra a coroa de seu pai e ela é coroada Rainha. Sir Otto traz termos de paz da rainha Alicent para a rendição e lealdade de Rhaenyra ao rei Aegon. Rhaenyra impede Daemon de matar Otto e atrasa sua resposta. Quando está sozinho com Rhaenyra, Daemon, irritado com sua recusa em incitar a guerra aberta, a sufoca e questiona seu desejo de paz. Rhaenys convence o lorde Corlys já recuperado a jurar fidelidade a Rhaenyra e seu grupo, os "Pretos"; ele sugere um bloqueio naval de King's Landing. Para ganhar aliados, Rhaenyra envia seus filhos, o príncipe Jacaerys para o Vale e o Norte, e o príncipe Lucerys para Storm's End. Enquanto isso, Daemon desperta o dragão Vermithor. Em Storm's End, Lucerys encontra o príncipe Aemond, enquanto lorde Borros Baratheon se recusa a apoiar Rhaenyra. Borros afirma que Lucerys veio com uma oferta vazia e devido a ele estar noivo, ao contrário de Aemond, não pode se casar com uma de suas filhas. Enquanto Lucerys volta para Dragonstone, Aemond, querendo intimidar Lucerys, persegue ele e seu dragão, Arrax, através de uma tempestade. Contra a vontade de seus cavaleiros; Arrax queima Vhagar, o que incita Vhagar a matar Lucerys e Arrax, enquanto Aemond assiste horrorizado. De volta a Dragonstone, Daemon informa Rhaenyra da morte de Lucerys, deixando-a devastada e enfurecida.                                              |              |                                                                           |                  |                            |                        |                     |

## Produção
A série recebeu um sinal verde para ser produzida em outubro de 2019. A HBO encomendou a produção de 10 episódios completos para a primeira temporada da série. O elenco começou a ser divulgado em julho de 2020 e a fotografia principal começando em abril de 2021 no Reino Unido. A primeira temporada da série foi filmada em diversos lugares da Europa, entre eles estão: a Cornualha, Peak District e Hertfordshire na Inglaterra; Monsanto em Portugal; e cidades espanholas como Cáceres, Trujillo, Granada e Lloret de Mar. A direção da primeira temporada foi feita por Miguel Sapochnik, Clare Kilner, Geeta V. Patel e Greg Yaitanes. Devido ao grande sucesso imediato, em menos de uma semana depois da exibição do primeiro episódio, a série foi oficialmente renovada para a segunda temporada por um comunicado enviado pela assessoria da HBO. O orçamento geral de produção da primeira temporada de House of the Dragon foi de quase US$ 200 milhões, o que equivale a menos de US$ 20 milhões por episódio.
O ator Paddy Considine foi escalado em 5 de outubro de 2020 para interpretar o Rei Viserys I. Em 12 de dezembro de 2020, Olivia Cooke, Matt Smith e Emma D'Arcy foram escalados para interpretarem Alicent Hightower, Daemon Targeryen e Rhaenyra Targaryen, respectivamente. Mais quatro atores foram escalados para a série em 11 de fevereiro de 2021, Steve Toussaint, Rhys Ifans, Eve Best e Sonoya Mizuno. Taussaint ganhou o papel de Lord Corlys Veralyon, enquanto Ifans, Best e Mizuno serão Otto Hightower, Rhaenys Targaryen e Misarya respectivamente. Em abril, Fabien Frankel se juntou ao elenco como Ser Criston Cole. Em maio, Graham McTavish foi visto no set com figurinos. Emily Carey e Milly Alcock foram adicionadas ao elenco em julho de 2021 e serão as versões jovens de Rhaenyra e Alicent.

## Recepção

### Crítica especializada
| Críticas profissionais | Críticas profissionais |
| Pontuações agregadas   | Pontuações agregadas   |
| Fonte                  | Avaliação              |
| ---------------------- | ---------------------- |
| Metacritic             | 71/100                 |
| Rotten Tomatoes        | 93%                    |
| Avaliações da crítica  |                        |
| Fonte                  | Avaliação              |
| The Times              | [ 37 ]                 |
| The Independent        | [ 38 ]                 |
| Comic Book             | 4/5                    |
| BBC                    | <                      |
| Los Angeles Times      | [ 41 ]                 |
| The Guardian           | [ 42 ]                 |

No site de agregação de resenhas Rotten Tomatoes, a série possui um índice de aprovação de 93% com uma classificação média de 8,10/10, com base em 858 avaliações. Enquanto no Metacritic, que usa uma média ponderada, a série recebeu uma pontuação de 69 em 100 com base em 43 críticas, indicando "críticas geralmente favoráveis".
Escrevendo para o The Times, Ben Dowell diz que o projeto é "fantástico e terroso, maluco, exatamente coloquial. Visualmente suntuoso, bem atuado e bem escrito". Nick Hilton, do The Independent, diz que é "maior, mais ousado e mais sangrento que Game of Thrones". Jaime Lovett, do Comic Book, diz que "tudo parece deslumbrante. A grandesa medieval dos cenários e os fantásticos efeitos especiais. A direção é impecável, especialmente o 1° episódio. Televisão lindamente trabalhada e atraente".
Para Stephen Kelly da BBC, a série é um "trabalho rico e textualizado, bem escrito e bem dirigido que é mais sombrio e sofisticado que o original". Em sua crítica para o Mashable, Belen Edwards disse que a série é "excelente por completo, conciliando personagens memoráveis, alta fantasia e emoções intensas com facilidade". Lorraine Ali, do The Los Angeles Times, diz que "House of the Dragon recaptura o poder e a grandeza da original, enquanto acrescenta uma compreensão  profunda de suas personagens femininas que Game of Thrones levou anos para encontrar". Lucy Mangan, do The Guardian, diz que a série é "tão grande quanto o auge de sua antecessora. Divertido, de aparência fantástica e pronto para viciar novamente".
Em relação a críticas negativas, Alan Sepinwall da Rolling Stone chamou os personagens de “uniformemente maçantes” e dizendo: “Intrigas no palácio e questões de sucessão e legitimidade eram, é claro, uma grande parte de Game of Thrones, mas longe de ser a única parte... Construir um show inteiro em torno desse assunto e preenchê-lo com uma gangue de Targareyns, em sua maioria severos, dá a todo o projeto o ar das prequelas de Star Wars." Em sua crítica para o The Wrap, Natalie Oganesyan afirma que a prequela “não pega fogo” e é uma “imitação pálida do que uma expansão convincente”.  Ele diz em sua crítica: “Embora pareça que há muita carne nesses velhos ossos de dragão, o enredo nunca ganha asas. Rhaenyra não é Daenerys. A sagacidade que sempre esteve lá para fermentar até os momentos mais mordazes?  Se foi. O sexo? Seco. Principalmente, são pessoas desagradáveis fazendo coisas desagradáveis umas com as outras com menos tensão, menos em jogo e sem aventuras de dragão.”

### Público
No dia seguinte à estreia da série, a HBO afirmou que o episódio foi visto por cerca de 9,99 milhões de espectadores nos EUA em sua primeira noite de disponibilidade – incluindo os espectadores no HBO Max – que a HBO disse ser a maior audiência em uma estreia de série na história do canal.  Ao anunciar a renovação da segunda temporada quatro dias depois, a rede disse que o episódio havia sido assistido por mais de 20 milhões de espectadores lineares, de streaming e sob demanda nos EUA até aquele momento.  De acordo com a Samba TV, 4,8 milhões de lares americanos assistiram ao episódio na HBO Max nos primeiros três dias.  Após uma semana de disponibilidade, a audiência subiu para quase 25 milhões nos EUA em todas as plataformas.
O tamanho do público durante a estreia do programa fez com que o HBO Max travasse para alguns usuários, principalmente aqueles que usavam dispositivos Amazon Fire TV.   O Downdetector relatou 3.700 instâncias do aplicativo não respondendo. Também houve relatos de problemas generalizados de streaming no serviço parceiro canadense Crave. A Whip Media, que rastreia os dados de audiência dos 22 milhões de usuários em todo o mundo de seu aplicativo TV Time, afirmou que foi a estreia mais vista na história do aplicativo com base na audiência ao longo de três dias.
O segundo episódio foi assistido por 10,2 milhões de espectadores dos EUA em todas as plataformas quando estreou, com base em dados da Nielsen Corporation e HBO.  Este foi um aumento de 2% em relação ao primeiro episódio.   De acordo com a Whip Media, ele reteve 74% dos espectadores no HBO Max em comparação com o primeiro episódio.  O terceiro episódio foi assistido por mais de 16 milhões de espectadores nos primeiros três dias. A série também foi popular nas mídias sociais, com a estréia do programa sendo o tópico de tendência número um no Twitter e no Google Trends.
O final da primeira temporada foi assistido por 9,3 milhões de telespectadores em todas as plataformas durante sua noite de estreia, que de acordo com a HBO, foi a maior audiência para qualquer final de um programa do canal desde o final da série de Game of Thrones. O programa teve uma média de 9 a 9,5 milhões de espectadores para o episódio final da temporada e 29 milhões de espectadores totais após uma semana de lançamento. Nielsen afirmou em novembro de 2022 que 35% dos espectadores do programa estavam na faixa etária de 18 a 34 anos.

### Prêmios e Indicações
A lista abaixo apresenta as premiações mais populares onde tanto a equipe (incluindo o elenco), quanto a série de House of the Dragon, foram indicados.
| Ano  | Prêmio                            | Categoria                                    | Indicado(s)         | Resultado | Ref.   |
| ---- | --------------------------------- | -------------------------------------------- | ------------------- | --------- | ------ |
| 2022 | People's Choice Awards            | Melhor Série de Televisão                    | House of the Dragon | Indicada  | [ 57 ] |
| 2022 | People's Choice Awards            | Melhor Série de Ficção científica e Fantasia | House of the Dragon | Indicada  | [ 57 ] |
| 2023 | Critics' Choice Television Awards | Melhor Série de Drama                        | House of the Dragon | Indicada  | [ 58 ] |
| 2023 | Critics' Choice Television Awards | Melhor Ator em Série de Drama                | Matt Smith          | Indicado  | [ 58 ] |
| 2023 | Critics' Choice Television Awards | Melhor Atriz em Série de Drama               | Milly Alcock        | Indicada  | [ 58 ] |
| 2023 | Globo de Ouro                     | Melhor Série Dramática                       | House of the Dragon | Venceu    | [ 59 ] |
| 2023 | Globo de Ouro                     | Melhor Atriz em Série Dramática              | Emma D'Arcy         | Indicada  | [ 59 ] |

## Trilha Sonora
Ramin Djawadi compôs a trilha sonora da série. Djawadi, junto com os showrunners, decidiu manter a música-tema original de Game of Thrones, que foi apresentada pela primeira vez no segundo episódio de House of the Dragon. Em entrevista ao The A.V. Club, Djawadi afirmou que a música tema original foi usada para "amarrar as séries". Para a primeira temporada, Djawadi, junto com Condal e Sapochnik, assistiu a cada episódio e fez anotações sobre quando a música deveria ocorrer e que clima a música deveria criar. Outras músicas de Game of Thrones também são apresentados em House of the Dragon, incluindo "Dracarys", a melodia para os dragões.
| House of the Dragon Season 1 (Soundtrack from HBO Series) |                                       |         |  |
| N.º                                                       | Título                                | Duração |  |
| 1.                                                        | "Main Title (from "Game of Thrones")" | 1:45    |  |
| 2.                                                        | "The Heirs of the Dragon"             | 2:27    |  |
| 3.                                                        | "Reign of the Targaryens"             | 1:31    |  |
| 4.                                                        | "Rhaenyra's Welcome"                  | 1:39    |  |
| 5.                                                        | "A Pack of Hounds"                    | 2:57    |  |
| 6.                                                        | "The Tournament"                      | 1:51    |  |
| 7.                                                        | "An Impossible Choice"                | 1:51    |  |
| 8.                                                        | "The Rogue Prince"                    | 1:43    |  |
| 9.                                                        | "The Prince That Was Promised"        | 4:34    |  |
| 10.                                                       | "Compromise and Consequences"         | 2:53    |  |
| 11.                                                       | "The Power of Prophecy"               | 2:36    |  |
| 12.                                                       | "Trouble in the Stepstones"           | 2:25    |  |
| 13.                                                       | "Surrender"                           | 4:14    |  |
| 14.                                                       | "King of the Narrow Sea"              | 6:17    |  |
| 15.                                                       | "Lanterns at Nightfall"               | 5:00    |  |
| 16.                                                       | "Whatever May Come"                   | 2:53    |  |
| 17.                                                       | "House Velaryon"                      | 2:38    |  |
| 18.                                                       | "The Green Dress"                     | 2:50    |  |
| 19.                                                       | "First Dance"                         | 1:05    |  |
| 20.                                                       | "Celebration Dance"                   | 2:14    |  |
| 21.                                                       | "Targaryen Dance"                     | 1:54    |  |
| 22.                                                       | "We Light the Way"                    | 2:47    |  |
| 23.                                                       | "Destiny"                             | 2:56    |  |
| 24.                                                       | "Pass Judgement"                      | 4:20    |  |
| 25.                                                       | "Funeral by the Sea"                  | 2:25    |  |
| 26.                                                       | "Daemon and Rhaenyra"                 | 2:41    |  |
| 27.                                                       | "Aemond Rides Vhagar"                 | 3:10    |  |
| 28.                                                       | "The Hard Truth"                      | 2:31    |  |
| 29.                                                       | "Sealed in Fire and Blood"            |         |  |
| 30.                                                       | "Protector of the Realm"              | 3:15    |  |
| 31.                                                       | "The Silent Sisters"                  | 3:23    |  |
| 32.                                                       | "The Language of Girls"               | 1:42    |  |
| 33.                                                       | "A Warning"                           | 2:29    |  |
| 34.                                                       | "Lament"                              | 3:26    |  |
| 35.                                                       | "Fate of the Kingdoms"                | 3:25    |  |
| 36.                                                       | "Interests of the Realm"              | 3:52    |  |
| 37.                                                       | "Coronation"                          | 1:14    |  |
| 38.                                                       | "Dragons Will Rule the Kingdom"       | 1:36    |  |
| 39.                                                       | "The Crown of Jaehaerys"              | 3:19    |  |
| 40.                                                       | "Dragons Do Not Fear Blood"           | 1:21    |  |
| 41.                                                       | "Death and Rebirth"                   | 1:36    |  |
| 42.                                                       | "True Meaning of Loyalty"             | 3:16    |  |
| 43.                                                       | "Bloodlines Will Burn"                | 4:25    |  |
| 44.                                                       | "The Promise"                         | 2:11    |  |
| Duração total:                                            | Duração total:                        | 123:05  |  |